# NGC 2288
NGC 2288 (również PGC 19714) – galaktyka eliptyczna (E), znajdująca się w gwiazdozbiorze Bliźniąt. Odkrył ją 22 lutego 1849 roku George Stoney – asystent Williama Parsonsa.